# Hymenophyllum affine
Hymenophyllum affine är en hinnbräkenväxtart som beskrevs av Brackenr. Hymenophyllum affine ingår i släktet Hymenophyllum och familjen Hymenophyllaceae. Inga underarter finns listade.